# Köf
Köf er betegnelsen for flere forskellige rangertraktorer, som flere jernbaneselskaber har anskaffet til brug for lettere rangering. Betegnelsen er oprindeligt tysk og står for K = Kleinlokomotive (lille lokomotiv), ö = Öl (olie, drevet af dieselmotor til forskel fra damp eller andet) og f = Kraftübertragung mit Flüssigkeitsgetriebe (kraftoverførsel med væske).
I Tyskland dækkede betegnelsen til at begynde med rangertraktorer med betegnelsen Köf II og en motorkraft på 50-150 hk, der blev anskaffet fra 1930 af Deutsche Reichsbahn-Gesellschaft (DRG). Efter 2. verdenskrig, hvor selskabet blev delt i østtyske Deutsche Reichsbahn (DR) og vesttyske Deutsche Bundesbahn (DB), fortsatte de med at gøre tjeneste der. Fra 1959 anskaffede DB den stærkere type Köf III med 240 hk. I 1968 bortfaldt betegnelsen Köf hos DB til fordel for Baureihe-numre (f.eks. Baureihe 331) og i 1970 hos DR. I daglig tale bruges betegnelsen dog stadig om disse og lignende lokomotiver.
De tyske Köf blev betjent af rangertraktorførere (Kleinlokführer) med mindre omfattende uddannelse end normale lokomotivførere. Derved kunne der spares ikke alene på materiellet men også på personalet i forhold til de større og mere krævende rangerlokomotiver. Denne forskel bortfaldt dog hos Deutsche Bundesbahn, da de hidtidige rangerlokomotiver Baureihe 260/261 blev omklassificeret til rangertraktorer Baureihe 360 ff.
Fra 1966 til 1969 anskaffede DSB 40 rangertraktorer nr. 251-290 fra Frichs baseret på de tyske Köf men med 128 hk. På dansk bliver traktorerne populært kaldet 'Køf' (undertiden 'Køff'), en omskrivning af den tyske betegnelse. Et andet kælenavn er 'fladlus', grundet den lave højde på konstruktionen. En del af de danske Köf er stadig i drift.